# Jean de Montmirail (bisschop)

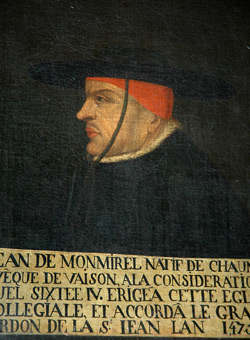

Jean de Montmirail (Chaumont jaar ? - Rome 1479) was bisschop van Vaison-la-Romaine en behoorde tot de pauselijke hofhouding van Sixtus IV.

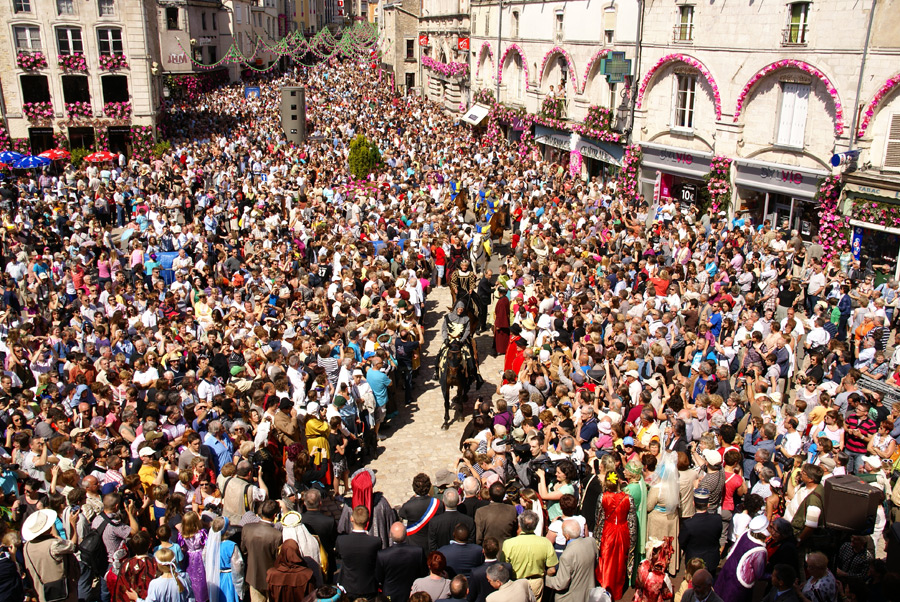
Le Grand Pardon, Chaumont 2012

Priester Montmirail studeerde af in kerkelijk recht in Langres en werd er kanunnik. Zijn geboortestad Chaumont behoorde tot het bisdom Langres. Hij was bisschop van Vaison-la-Romaine van 1473-1479. In deze korte periode was hij bovendien adviseur aan de Romeinse Curie, ten tijde van paus Sixtus IV. Montmirail verkreeg er meerdere gunsten, onder andere het bekomen van aflaten tijdens het religieuze feest van Le Grand Pardon in Chaumont. Dit feest vindt plaats op 24 juni, feest van Sint-Jan-de-Doper, op voorwaarde dat 24 juni op een zondag valt. Ook vandaag wordt Le Grand Pardon nog gevierd.